# 巴布达科德林顿机场
巴布達科德靈頓機場（英語：Barbuda Codrington Airport）是位置安提瓜和巴布達巴布達島科德靈頓的民用機場。

## 航空公司及目的地
現時，此機場並沒有任何定期航班服務。機場只有一條短的跑道，沒有客運大樓，不過此機場有包機服務。

### 包機服務
| 航空公司       | 目的地       |
| -------------- | ------------ |
| 安圭拉空中服務 | 安圭拉       |
| 蒙特塞拉特航空 | 蒙特塞拉特島 |
| 聖巴泰勒米通勤 | 聖巴泰勒米島 |
| 跨安圭拉航空   | 安圭拉       |

## 外部連結與參考資料
1. ↑  在大圆制图人（Great Circle Mapper）上的ANU / TAPA机场信息 （来源：數碼航空航班信息文件）.